# TT135
La tombe thébaine TT 135 est située à Cheikh Abd el-Gournah, dans la nécropole thébaine, sur la rive ouest du Nil, face à Louxor en Égypte.
C'est la sépulture de Bakenamon (Bȝk-n-Jmn), prêtre-ouâb devant Amon, datant de la XIXe ou XXe dynastie.